# نورت لیک‌ویل (ماساچوست)
نورت لیک‌ویل (به انگلیسی: North Lakeville) یک منطقهٔ مسکونی در ایالات متحده آمریکا است که در شهرستان پلیموث، ماساچوست واقع شده‌است. نورت لیک‌ویل ۱۳٫۵ کیلومتر مربع مساحت و ۲٬۶۳۰ نفر جمعیت دارد و ۲۴ متر بالاتر از سطح دریا واقع شده‌است.